# Palm (entreprise)
Pour les articles homonymes, voir Palm.
Palm était une entreprise américaine de l'industrie des ordinateurs de poche (PDA). Son nom vient du fait que ces PDA (Personal Digital Assistant, soit Assistant Personnel Digital) peuvent tenir dans la paume de la main, palm signifiant paume en anglais. Elle est rachetée en 2010 par Hewlett-Packard.
TCL Corporation a annoncé en janvier 2015 l'acquisition de la marque et des brevets de Palm auprès de HP à la fin de l'année 2014, avec pour objectifs de redémarrer l'entreprise en utilisant le financement participatif comme élément clé de développement de nouveaux smartphones Palm.

## Historique

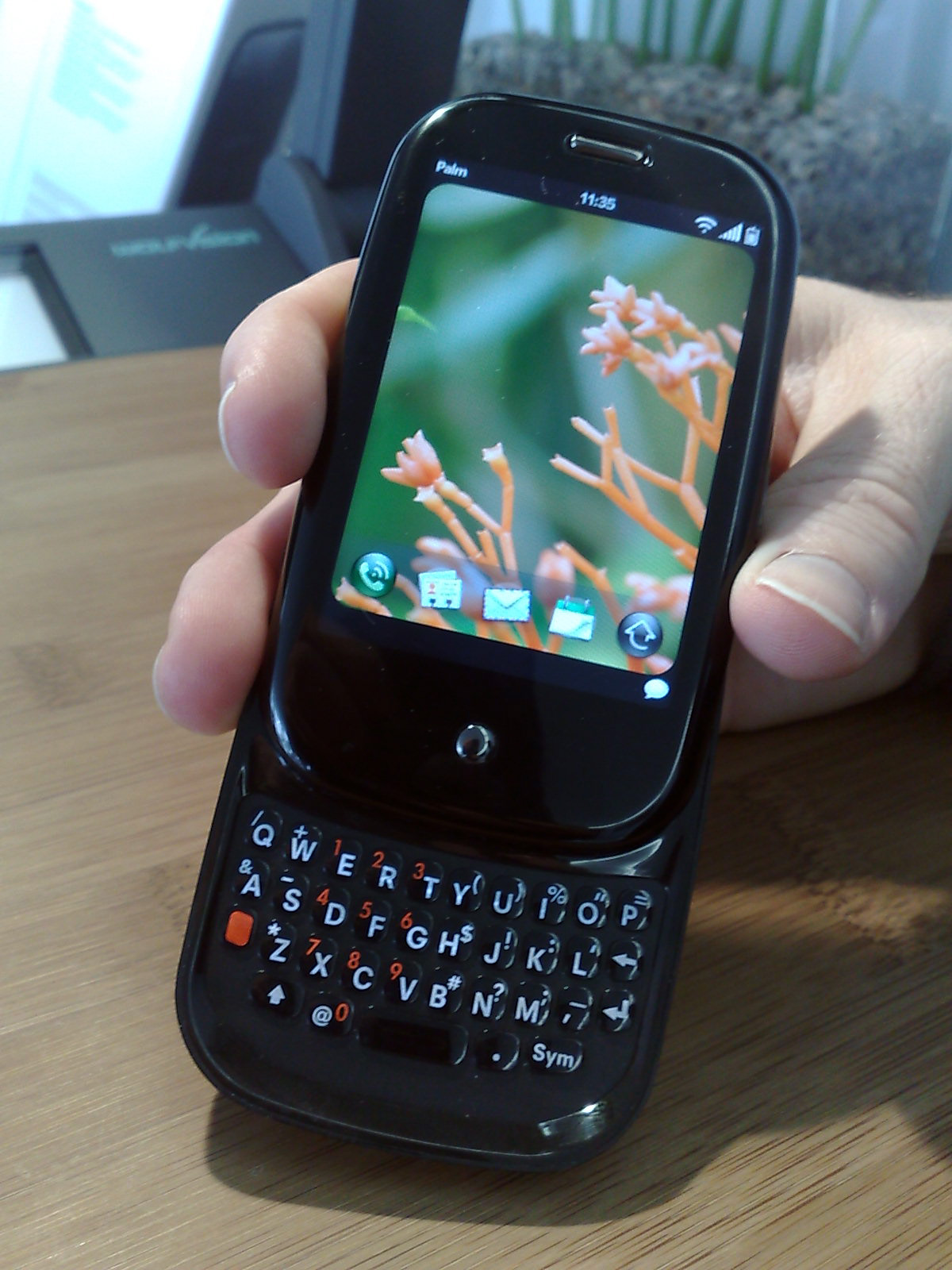
Le Palm Pre, smartphone ayant été victime de nombreuses défaillances techniques

Palm Computing a été créé en 1992 par Jeff Hawkins. Trois ans plus tard, Palm Computing se faisait racheter par US Robotics. En 1996, la société lance un des premiers PDA (assistant personnel), le Palm Pilot. Celui-ci rencontre le succès et est vendu à un million d'exemplaires en 18 mois.
USRobotics est racheté par 3Com en 1997 pour 8,5 milliards de dollars. En 1999, 3Com rachète Smartcode Technologies, basée à Montpellier, qui devient Palm Computing Europe.
L'entreprise est durement touchée par l'éclatement de la bulle internet. En réaction, pour permettre à d'autres constructeurs de fabriquer des machines utilisant le système d'exploitation Palm OS, Palm a décidé de se diviser en deux sociétés. D'un côté, Palm (PalmOne entre 2003 et 2005) qui se charge de construire les PDA et de l'autre, PalmSource qui développe le système d'exploitation Palm OS.
En 2000, Palm est scindé et coté en bourse sur le Nasdaq. La partie système d'exploitation du fabricant est regroupée dans une filiale, PalmSource, en 2001. PalmSource est introduit en bourse en octobre 2003.
En juin 2003, Palm, Inc. rachète son concurrent américain Handspring.
En septembre 2005, PalmSource est racheté par la société japonaise Access. Palm OS est considéré comme vieillissant et Palm sort le smartphone Treo doté du système d'exploitation Windows Mobile. Un successeur à Palm OS surnommé Coblat est développé en interne, mais n'est pas mis sur le marché.
En juin 2007, le fonds d'investissements californien Elevation Partners prend 25 % du capital de Palm. Jon Rubinstein et d'autres anciens d'Apple rejoignent l'entreprise.
En juin 2009, un nouveau smartphone, le Pre, sort aux États-Unis sous WebOS. Victime de composants défectueux, il est fragile et se révèle plus lent que le premier iPhone et ses ventes sont insuffisantes pour les finances de Palm.
Le 28 avril 2010, la compagnie Hewlett-Packard officialise le rachat de Palm pour la somme d'1,2 milliard de dollars. La transaction s'est terminée le 1er juillet 2010 lorsque Palm Inc est devenu une filiale de la société Hewlett Packard. Cette filiale Palm est chargée du développement logiciel et produits basé sur WebOS.
Sous la direction de Léo Apotheker, HP ne souhaite pas faire de lourds investissements dans Palm. La HP TouchPad (en) est vendue à prix cassée et sa commercialisation cesse seulement six semaines après son lancement.
Meg Whitman, qui succède à Léo Apotheker à la tête d'HP, décide de rendre open-source webOS afin d'y attirer une communauté de développeurs.

### 2015: renaissance de la marque par TCL
En octobre 2014, HP a vendu la marque Palm et les divers brevets associés à Wide Progress Global Limited, une entreprise dirigée par Nicolas Zibell - CEO de TCL Communication, qui commercialise des smartphones sous la marque Alcatel OneTouch. Dans le même temps, le site internet Palm.com redirige vers MyNewPalm.com; le site affiche une page "coming soon" avec l'ancien logo orange de Palm, ainsi que le slogan "Smart move", utilisé par Alcatel OneTouch.
TCL a confirmé publiquement l'acquisition de la marque Palm le 6 janvier 2015, indiquant prévoir "re-créer" l'entreprise avec une nouvelle équipe basée dans la Silicon Valley, et inclure la production participative dans le processus de développement de produits.
En 2018, TCL sort donc son premier smartphone sous la marque Palm (en). Il s'agit d'un smartphone de petite taille (3,3 pouces) qui entend répondre à la problématique des écrans trop grands et de l'usage parfois addictif du smartphone. La particularité de ce petit appareil est qu'il nécessite d'être connecté à un autre smartphone pour pouvoir être utilisé. C'est donc un appareil connecté plutôt qu'un véritable smartphone. Ce choix d'un appareil ne se suffisant pas à lui-même déçoit les consommateurs et TCL sort 6 mois plus tard le même appareil mais cette fois-ci il s'agit d'un vrai téléphone qui peut être utilisé sans être relié à un autre smartphone, il est nommé Palm Phone à cette occasion,.

## Produits
- Pilot 100
- Pilot 1000
- Palm Pilot
- Palm Pilot Pro
- Palm III
- Palm IIIe
- Palm IIIx
- Palm IIIxe
- Palm IIIc
- Palm V
- Palm Vx
- Palm VII
- Palm m100
- Palm m110
- Palm m130
- Palm m500
- Palm m505
- Palm m515
- Palm i705
- Palm Tungsten E
- Palm Tungsten E2
- Palm Tungsten T
- Palm Tungsten T2
- Palm Tungsten T3
- Palm Tungsten T5
- Palm Tungsten TX
- Palm Tungsten W
- Palm Tungsten C
- LifeDrive
- Zire
- Zire 21
- Zire 31
- Z22
- Zire 71
- Zire 72
- Palm Treo 90
- Palm Treo 180
- Palm Treo 180g
- Palm Treo 270
- Palm Treo 300
- Palm Treo 500 (Windows Mobile)
- Palm Treo 600
- Palm Treo 650
- Palm Treo 680 (Palm OS)
- Palm Treo 700p (Palm OS)
- Palm Treo 755p (Palm OS)
- Palm Centro (Palm OS)
- Palm Treo 700w (Windows Mobile)
- Palm Treo 700wx (Windows Mobile)
- Palm Treo 750 (Windows Mobile)
- Palm Tréo 800w (Windows Mobile)
- Palm Tréo Pro (Windows Mobile)
- Palm Foleo (Linux)
- Palm pré (Palm WebOS)
- Palm pixi  (Palm WebOS)
- Palm pré plus  (Palm WebOS)
- Palm pixi plus  (Palm WebOS)

Produits
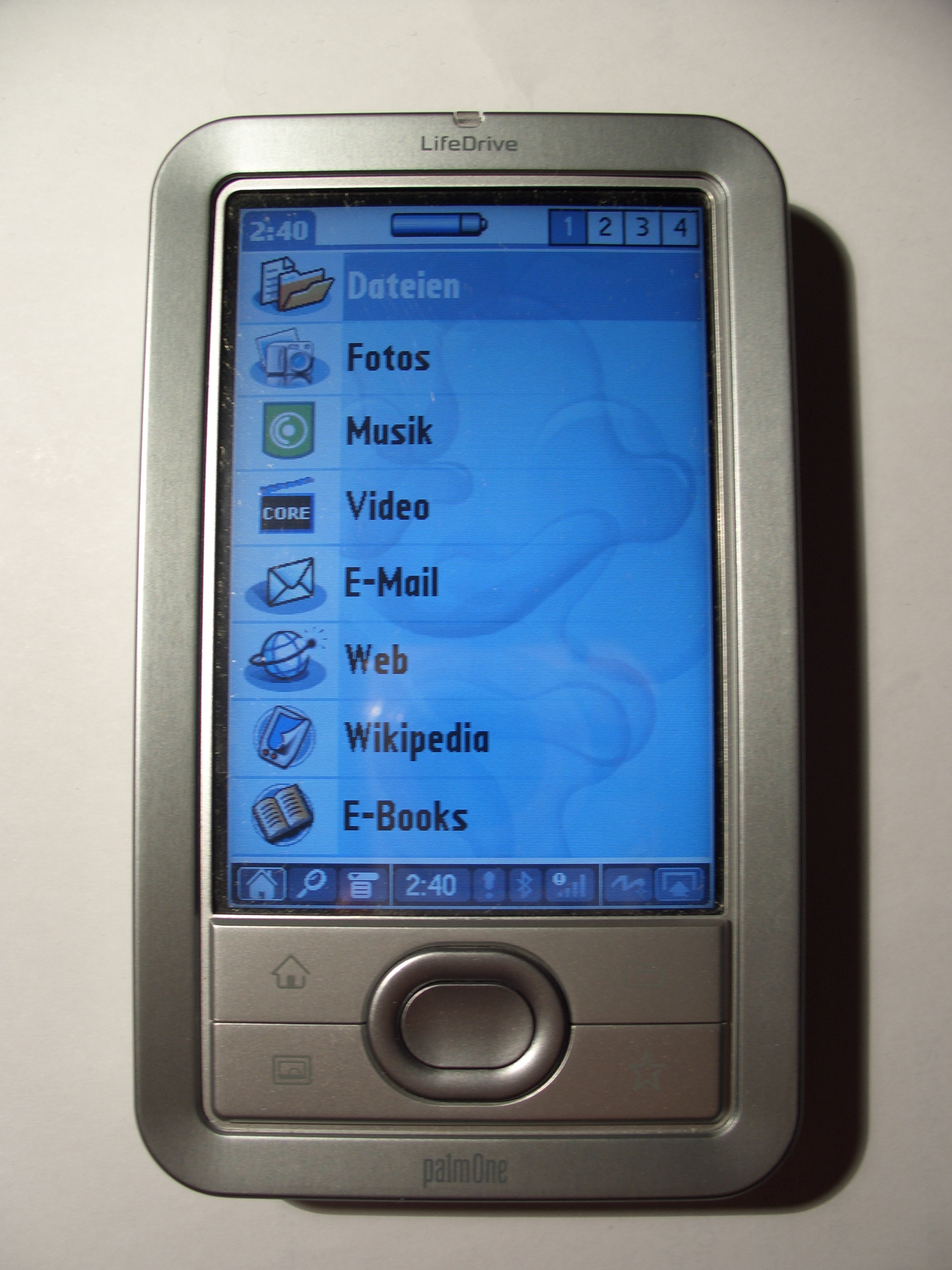
Palm LifeDrive (ici en allemand)
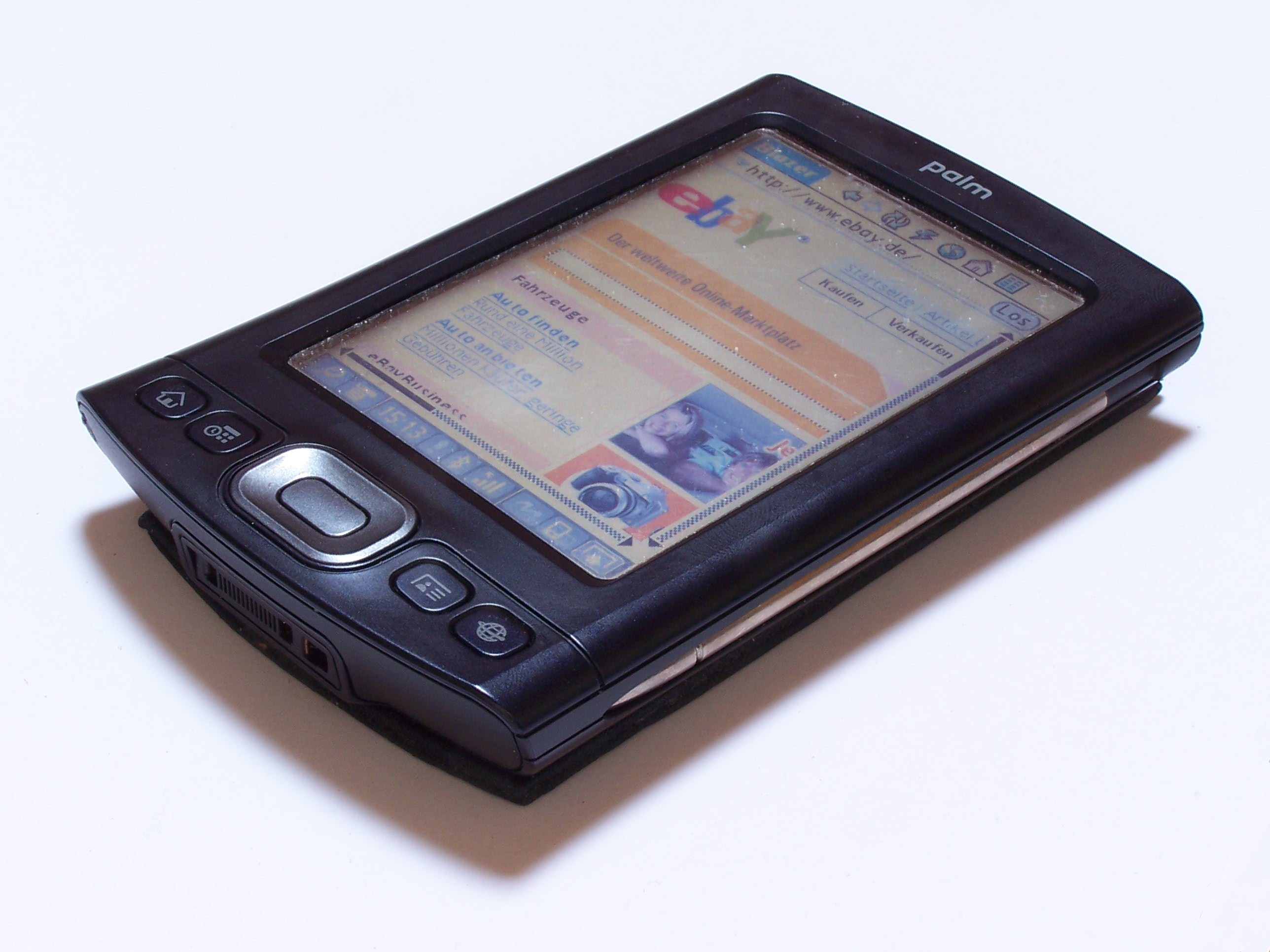
Palm TX sur internet

## Logiciel libre pour Palm
Un Palm peut devenir un baladeur vidéo à l'aide du logiciel libre TCPMP.
Il est aussi possible de lire un fichier PDF via le logiciel libre PalmPDF. On peut y lire des fichiers html  hors ligne grâce à Plucker.
Pour créer ses propres logiciels il existe un compilateur Pascal embarqué open source PPCompiler.

## Annexe